# Nationale Sluitingsprijs 2010
Il Nationale Sluitingsprijs 2010, settantasettesima edizione della corsa, valido come evento dell'UCI Europe Tour 2010 categoria 1.1, si svolse il 12 ottobre 2010 per un percorso di 183,5 km. Fu vinto dal britannico Adam Blythe, al traguardo in 4h13'28" alla media di 43,459 km/h.
Furono 130 in totale i ciclisti che portarono a termine il percorso al traguardo di Kapellen.

## Ordine d'arrivo (Top 10)
| Pos. | Corridore          | Squadra       | Tempo    |
| ---- | ------------------ | ------------- | -------- |
| 1    | Adam Blythe        | Omega Pharma  | 4h13'28" |
| 2    | Wouter Weylandt    | QuickStep     | s.t.     |
| 3    | Stefan van Dijk    | Verandas Wil. | s.t.     |
| 4    | Wim Stroetinga     | Milram        | s.t.     |
| 5    | Jempy Drucker      | Differdange   | s.t.     |
| 6    | Kenny Dehaes       | Omega Pharma  | s.t.     |
| 7    | Timothy Dupont     | Jong Vlaan.   | s.t.     |
| 8    | Kris Boeckmans     | Topsport Vl.  | s.t.     |
| 9    | Yoeri Havik        | Van Vliet-EBH | s.t.     |
| 10   | Egidius Juodvalkis | Palmans Cras  | s.t.     |